# Irlanda en la Copa Mundial de Rugby de 2007
El XV del Trébol fue uno de los 20 países participantes de la Copa Mundial de Rugby de 2007, que se realizó en Francia.
La sexta participación irlandesa decepcionó, ya que se había estimado un excelente desempeño y la posibilidad de alcanzar las semifinales por primera vez. El seleccionado fue eliminado en primera fase y es el peor desemepeño en la historia.

## Plantel
|                              | Jugador             | Edad    | Posición      | Tests | Equipo           |
| ---------------------------- | ------------------- | ------- | ------------- | ----- | ---------------- |
| Hookers y Pilares            |                     |         |               |       |                  |
|                              | Simon Best          | 29 años | Pilar         | ?     | Ulster Rugby     |
|                              | Rory Best           | 25 años | Hooker        | ?     | Ulster Rugby     |
| 2                            | Jerry Flannery      | 28 años | Hooker        | ?     | Munster Rugby    |
| 3                            | John Hayes          | 33 años | Pilar         | ?     | Munster Rugby    |
| 1                            | Marcus Horan        | 30 años | Pilar         | ?     | Munster Rugby    |
|                              | Frankie Sheahan     | 31 años | Hooker        | 28    | Munster Rugby    |
|                              | Bryan Young         | 26 años | Pilar         | 8     | Ulster Rugby     |
| Segundas líneas              |                     |         |               |       |                  |
| 4                            | Donncha O'Callaghan | 28 años | Segunda línea | ?     | Munster Rugby    |
| 5                            | Paul O'Connell      | 27 años | Segunda línea | ?     | Munster Rugby    |
|                              | Malcolm O'Kelly     | 33 años | Segunda línea | ?     | Leinster Rugby   |
| Alas y Octavos               |                     |         |               |       |                  |
|                              | Neil Best           | 28 años | Ala           | 14    | Ulster Rugby     |
| 6                            | Simon Easterby      | 32 años | Ala           | ?     | Scarlets         |
|                              | Stephen Ferris      | 22 años | Octavo        | 4     | Ulster Rugby     |
| 8                            | Denis Leamy         | 25 años | Octavo        | ?     | Munster Rugby    |
|                              | Alan Quinlan        | 33 años | Ala           | ?     | Munster Rugby    |
| 7                            | David Wallace       | 31 años | Ala           | ?     | Leinster Rugby   |
| Medios scrum                 |                     |         |               |       |                  |
|                              | Isaac Boss          | 27 años | Medio scrum   | 10    | Ulster Rugby     |
| 9                            | Eoin Reddan         | 26 años | Medio scrum   | 3     | Wasps RFC        |
|                              | Peter Stringer      | 29 años | Medio scrum   | ?     | Munster Rugby    |
| Aperturas y Centros          |                     |         |               |       |                  |
| 12                           | Gordon D'Arcy       | 27 años | Centro        | ?     | Leinster Rugby   |
| 13                           | Brian O'Driscoll    | 28 años | Centro        | ?     | Leinster Rugby   |
| 10                           | Ronan O'Gara        | 30 años | Apertura      | ?     | Munster Rugby    |
|                              | Andrew Trimble      | 22 años | Centro        | 17    | Ulster Rugby     |
|                              | Paddy Wallace       | 28 años | Apertura      | 5     | Ulster Rugby     |
| Fullbacks y Wings            |                     |         |               |       |                  |
|                              | Brian Carney        | 31 años | Fullback      | 4     | Munster Rugby    |
|                              | Girvan Dempsey      | 31 años | Fullback      | ?     | Leinster Rugby   |
|                              | Gavin Duffy         | 26 años | Wing          | 7     | Connacht Rugby   |
| 11                           | Denis Hickie        | 31 años | Wing          | 59    | Leinster Rugby   |
| 14                           | Shane Horgan        | 29 años | Wing          | ?     | Leinster Rugby   |
| 15                           | Geordan Murphy      | 29 años | Fullback      | ?     | Leicester Tigers |
| Entrenador: Eddie O'Sullivan |                     |         |               |       |                  |

## Participación
Irlanda integró el Grupo D, llamado el de la muerte, con: las potencias de Les Bleus y los Pumas, además de las débiles Georgia y Namibia.
Su clasificación a la fase final se restringió al último partido de grupos; ante Argentina. En uno de los mejores test del campeonato, los irlandeses cayeron derrotados y quedaron eliminados en fase inicial por primera vez en su historia.

## Legado
Fue el último mundial para una destacada generación: Easterby, Hayes, Hickie, Horan, Horgan, Murphy, O'Kelly y Stringer. Dos años después, la mayoría de ellos ganó el Torneo de las Seis Naciones 2009 y obtuvo luego de 60 años; el Grand Slam.